# 리포비탄D

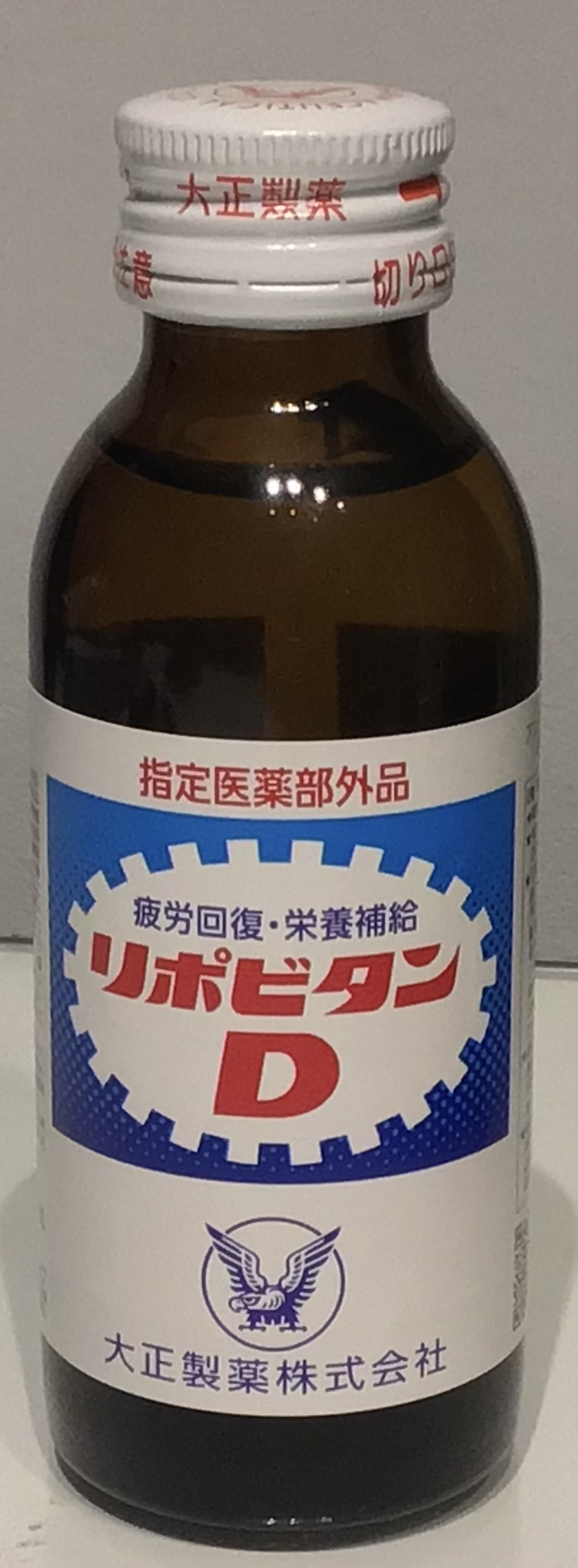
리포비탄D

리포비탄D(Lipovitan D, リポビタンD)는 일본의 다이쇼 제약에서 판매되고 있는 에너지 음료이다. 약칭은 리포D(リポD)이다.
2003년도 말에는 판매 시작부터 누적 출하 개수인 200억 병을 돌파했다. 2004년에는 연간 약 8억 병이 생산되면서 일본의 에너지 음료 시장에서 약 50%의 시장 점유율을 획득하여 일본의 에너지 음료 업계를 대표하고 있다. 이후에는 시리즈 전개를 계속해나가면서 2016년에는 누적 판매 개수가 387억 병으로 다이쇼 제약 홀딩스 매출액의 20%를 차지했다.